# Centella (personaje de ficción)
Gekkō Kamen (en japonés: 月光仮面, romanizado: Gekkō Kamen, literalmente «máscara de luz de luna»), conocido en español como Centella o Capitán Centella, es un superhéroe de ficción que ha aparecido en series japonesas de tokusatsu, anime y películas, desde su debut en la televisión en 1958.  Las seis películas se filmaron en blanco y negro en formato ToeiScope entre 1958 y 1959. 
Creado por el escritor Kōhan (Yasunori) Kawauchi, «Centella» puede ser descrito como la respuesta japonesa al Llanero solitario, el Zorro o Batman. La popularidad de Gekkō Kamen o Centella produjo al poco tiempo la aparición de varios otros superhéroes japoneses, entre ellos Iron Sharp (o Space Chief en el doblaje al inglés) de Invasion of the Neptune Men (1961), o la serie televisiva Yūsei Ōji (El príncipe del planeta; 1958). Kawauchi continuó el éxito de Centella con otras dos series tokusatsu de superhéroes: Nanairo Kamen (La máscara de siete colores; 1959) y Arā no Shisha (El mensajero de Alá; 1960), las dos protagonizadas por un joven Sonny Chiba. 
Gekkō Kamen (Centella) es reconocida hoy en día como una serie de culto para los japoneses así como una de las series de acción pioneras del género anime en entrar al mercado internacional. Dentro de la simbología de la propia serie, el enfrentamiento directo entre el bien y el mal, la justicia y la injusticia, merece mención aparte el tema musical de la serie, Gekko Kamen Wa Dare Desou (¿Quién será Gekkō Kamen?) escrito por Kawauchi y Ogawa Hirooki, e interpretado por Kondo Yoshiko y el coro Club de la Paz de los niños del Emperador en la versión de 1958. Para la versión del anime (la más recordada en Hispano América) es interpretada por Bonnie Jacks y el Coro Infantil de Hibari.
El personaje es más conocido por su adaptación de 1972 al anime Seigi wo Ai Suru Mono - Gekkō Kamen (en japonés: 正義を愛する者 - 月光仮面, lit. 'Aquel que ama a la Justicia: Enmascarado de luz de Luna'), que se distribuyó en varios países, incluyendo algunos países latinoamericanos con el nombre de Centella o también Capitán Centella.
Mientras que Super Giant fue el primer superhéroe japonés del celuloide (solamente apareció en películas), fue Centella quien estableció el estándar para el primer superhéroe de acción de la televisión japonesa, y fue un gran éxito entre los niños. La televisión era nueva en Japón, así que muchos niños que no tenían TV, se reunían en las casas de sus amigos o vecinos. Los niños compraban capas, visores, máscaras, pistolas y jugaban a ser Centella en el patio de la escuela y patios traseros (como cada superhéroe de los niños, japoneses o estadounidenses, Centella fue responsable de algunos accidentes).

## Creación del personaje e historia de la serie original
En noviembre de 1957, el año previo al lanzamiento de la serie de Gekkō Kamen, la cadena de televisión KR TV (KRT, ahora llamada TBS), a través de la agencia de publicidad Senkōsha, empezó a transmitir la comedia-jidaigeki Ponpoko Monogatari (ぽんぽこ物語, lit. La historia de Ponpoko), producida por Tokyo TV, creada por Hirofumi Miyazaki y con libretos de Yasunori Kawauchi (quien más tarde crearía a Centella), que fue llamada el primer programa de televisión de Japón «en formato de tira de 10 minutos». Sin embargo, este programa iba a finalizar en febrero del año siguiente y los patrocinadores del espacio, Takeda Pharmaceutical Company, estaban a punto de poner fin a su patrocinio. Debido a esto, la agencia Senkōsha, con estrechos vínculos con Takeda, tuvo que planificar a las carreras la producción de un programa de televisión que reemplazara al saliente, con el fin de mantener el espacio televisivo.
Sin embargo, el presupuesto ofrecido por la KRT era de apenas 100.000 yenes (unos $900 dólares de 2021), y Toshio Kobayashi, el presidente de la agencia Senkōsha, aceptó el proyecto sin saber que en la industria televisiva de la época un programa de televisión de media hora requería un costo de producción de entre 800.000 y 1 millón de yenes. Kobayashi pidió entonces ayuda a su viejo amigo Mitsuo Makino, director ejecutivo de Toei, para que esta compañía produjera el programa, pero Makino le rechazó diciendo que «era imposible». Para compensar este déficit presupuestario Kobayashi decidió que el nuevo programa fuera producido por su agencia misma, y para mantener su reputación como agencia de publicidad, Kobayashi estableció una división dedicada exclusivamente a producción de programas de televisión y radio, que recibió el nombre de «Senkōsha Production».
Kobayashi sugirió: «¡Hagamos de él un héroe como Superman!» A Kawauchi también le preocupaba que fuera contra el interés nacional que Japón gastara sus escasas reservas de dólares importando dramas televisivos estadounidenses, y por ello a finales del mismo año, presentó al productor de cine Shun'ichi Nishimura con Kobayashi para que trabajaran en un nuevo proyecto de programa.
Nishimura, quien se unió al proyecto desde principios del año siguiente (1958), le sugirió a Kawauchi un programa al estilo de Kurama Tengu, una obra de ficción histórica del escritor Jirō Osaragi que gira alrededor de un samurai temerario. Decidieron, sin embargo, que una serie de jidaigeki sería imposible debido al escaso presupuesto y que el programa debería ser en cambio un drama moderno. Con base en la idea de Nishimura, Kawauchi escribió un borrador de un programa llamado Odoru Kamen (おどる仮面, lit. La máscara que salta), en el que un enmascarado aparece valientemente a salvar a la gente del peligro.
Insatisfecho con este título, a Nishimura se le ocurrió «Nikkō Kamen», tomando prestado el nombre de Nikkō Bosatsu (nombre japonés del boddhisattva Sūryaprabha; Nikkō significa literalmente «luz del sol»), como un nombre que evocaba la imagen de un bodhisattva que ayuda a las personas que sufren, nombre que devino en el de «Gekkō Kamen», tomado del de Gakkō Bosatsu (nombre japonés del boddhisattva Candraprabha, que siempre aparece junto a Sūryaprabha; Gakkō significa literalmente «luz de luna»), que se convirtió en la propuesta definitiva. En los primeros días, había otras ideas como «Gekkō Ōsha» (lit., Campeón o Rey de la luz de la luna), pero debido a cómo sonaba y el significado de las palabras, se eligió finalmente Gekkō Kamen.
Aunque se decidió que la transmisión comenzaría el 24 de febrero de 1958, no se había decidido nada todavía a principios de año, y Nishimura tuvo que apresurarse a escoger al personal y los miembros del elenco. Nishimura seleccionó como director a Sadao Funatoko, de apenas 26 años y que había trabajado como asistente de dirección y editor con el director de jidaigeki Daisuke Itō en Sogei Productions. Luego seleccionó tras una audición a Kōichi Ōse, quien había hecho papeles menores en el estudio de Tokio de Toei, para hacer el papel principal. Según Kobayashi, la razón principal de la selección de Ōse fue que tenía una «buena voz». También afirmó que «tenía una cara que probablemente agradaría a los niños». La razón por la que se eligió a un actor de papeles menores para el papel principal fue mantener los honorarios bajos.
Debido a la escasez de presupuesto, el equipo de filmación fue conformado por jóvenes desconocidos que estaban ansiosos por hacer una «película para televisión», reclutados a través de los contactos de Nishimura en las compañías cinematográficas. El resto del equipo se compuso por personal de la empresa y Nishimura editó la película. Las máscaras del héroe y los villanos, así como sus disfraces, fueron creadas por el miembro del área artística Susumu Kobayashi, como un último esfuerzo para poder usar sustitutos en cualquier momento. De hecho, fue un empleado de Senkōsha quien vistió el disfraz de máscara de calavera. El equipo quedó así formado y el rodaje comenzó el 31 de enero, menos de tres semanas antes de la transmisión. El productor, director y actores principales eran todos novatos, y también fue la primera vez que «Senkōsha Productions» producía un programa. El escaso presupuesto, la falta de mano de obra y la producción artesanal del programa dejaron atrás varias anécdotas que hoy serían impensables. El costo de producción se fijó en 150.000 yenes con el apoyo de 20.000 yenes de la cadena KRT y 30.000 yenes de Takeda Pharmaceutical, que luego se elevó a 700.000 yenes cuando el programa se extendió a un espacio de 30 minutos.

## Características y habilidades
Gekkō Kamen o Centella es un aliado de la justicia (epíteto por el que se le conoce) que defiende a las personas de los malhechores. La identidad de Centella siempre ha sido un misterio (por lo cual el actor que personifica a Centella siempre aparecía con un «?» en los créditos de la serie). Es un misterio si es simplemente una persona disfrazada o si sufre alguna transformación por vías científicas o místicas. Tampoco se sabe si es un ser humano de carne y hueso o si tiene habilidades sobrehumanas. Parece tener, eso sí, una capacidad sobrehumana para saltar y suele aparecer en lugares distantes en un abrir y cerrar de ojos. 
Su traje consiste en ropa ajustada blanca, capa blanca (de color oscuro en su interior), bufanda blanca, guantes y botas amarillos, gafas oscuras, cinturón negro, y la cara cubierta por un velo y en su cabeza un turbante de estilo hindú con una media luna amarilla en su frente (en la serie de anime, el interior de la capa es rojo y lleva un casco en vez de un turbante). Siempre viaja montado en una motocicleta (una Honda C70 Dream pintada de blanco, en la serie de televisión y las películas), y aparece para salvar el día mientras suena su icónica canción. En la serie de televisión y en las películas va armado con dos pistolas automáticas que utiliza principalmente para intimidar, y solo dispara para despojar de sus armas a los malhechores. En la serie de anime, Centella está armado además con un látigo y shurikens, y puede lanzar el símbolo en media luna de su frente como un boomerang. 
Tiene una filosofía de «No odiar, no matar, perdonar», y siempre intenta castigar a los malhechores sin herirlos excesivamente y sin quitarles la vida. El símbolo de la media luna en su turbante asemeja el creciente y el menguante de la luna al corazón humano, con el ideal de «esperar a la plenitud de la luna aunque ahora esté incompleta», y de que «la luz de la luna no solo brilla sobre la gente buena, sino también sobre la gente mala». Esta visión extremadamente oriental de la justicia fue probablemente influenciada por el hecho de que los padres del autor, Kawauchi, vivían en un templo de la Nichiren Shōshū. La idea de Centella se derivó de Candraprabha (en japonés 月光菩薩, Gakkō Bosatsu, literalmente Bodhisattva de la luz de luna), un bodhisattva que se sienta al lado de Bhaisajyaguru. El epíteto mismo de Centella de «aliado de la justicia» se refiere al rol de apoyo a la «justicia» del Buda y los kami. Kawauchi siempre insistió en que su héroe no fuera llamado justicia misma, sino «asistente de la justicia». En sus últimos años, Kawauchi le dijo al escritor y activista Kunio Suzuki que el significado de luna creciente provenía del islam, religión a la que Kawauchi se convirtió. Tras el éxito de Centella, Kawauchi creó otras dos series con superhéroes similares, igualmente enmascarados y usando turbantes: Nanairo Kamen (La máscara de siete colores; 1959) y Arā no Shisha (El mensajero de Alá; 1960), en las que la influencia del islam es aún más explícita.

## La serie original de 1958
La serie original de televisión Moonlight Mask (月光仮面) era en Blanco y negro, era producida por Nippon Gendai y Senkosha.  Se transmitió en KRTV (ahora TBS) entre el 24 de febrero de 1958 y el 5 de julio de 1959, con un total de 130 o 131 episodios, divididos en 5 segmentos. Jūrō Iwai/Centella fue interpretado por Koichi Ose.

### Las películas
Coincidiendo con la serie de Nippon Gendai/Senkosha, Toei produjo algunas películas de Centella. Este fue la primera participación de Toei en el género del superhéroe tokusatsu (aunque su primer superhéroe original producido para la televisión fue Nanairo Kamen, La máscara de siete colores, de 1959, creada también por Kawauchi). Todas las películas (las cuales están en blanco y negro, como las series de TV) son básicamente adaptaciones de las historias del programa y fueron filmadas en ToeiScope (2.35:1).
Para las versiones de película, Jūrō Iwai/Centella fue interpretado por Fumitake Omura.
- Moonlight Mask (月光仮面 - Gekkō Kamen) 30 de julio de 1958; Dirigido por Tsuneo Kobayashi.
- Moonlight Mask - Pelea Mortal en los Mares Distantes (月光仮面 - 絶海の死斗 - Gekkō Kamen - Zekkai no Shitō) 6 de agosto de 1958; Dirigido por Tsuneo Kobayashi.
- Moonlight Mask - Garra de Satan (月光仮面 - 魔人〈サタン〉の爪 - Gekkō Kamen - Satan no Tsume) 22 de diciembre de 1958; Dirigido por Eijiro Wakabayashi.
- Moonlight Mask - Monstruo Kong (月光仮面 - 怪獣コング - Gekkō Kamen - Kaijū Kongu) 1 de abril de 1959; Dirigido por Satoru Ainoda.
- Moonlight Mask - El Grupo del Fantasma Contrataca (月光仮面 - 幽霊党の逆襲 - Gekkō Kamen - Yureitō no Gyakushū) 28 de julio de 1959; Dirigido por Shoichi Shimazu.
- Moonlight Mask - El Momento Final del Demonio (月光仮面 - 悪魔の最後 - Gekkō Kamen - Akuma no Saigo) 4 de agosto de 1959, Dirigido por Shoichi Shimazu.

### Adaptación al manga
Unos pocos meses después de transmitirse el programa se creó una versión manga. Hubo diferentes artistas dibujando el manga, la mayoría fue dibujado por el joven mangaka Jiro Kuwata (quien después sería cocreador de Octavo Hombre).

### Accidentes y cancelación
Irónicamente, como en todo superhéroe, los niños lo idolatraban y fueron víctimas de muchos accidentes tratando de imitarlo, a tal grado que la serie fue cancelada el 5 de julio de 1959, después de la historia final No permitas que tu mano vengue. De todas formas la película se rodó en agosto de aquel año.
Centella hizo su regreso 13 años después en un medio diferente.

## La serie de anime de 1972
La adaptación al anime Seigi wo Ai Suru Mono - Gekkō Kamen (正義を愛する者 - 月光仮面), traducido como «Aquel que ama a la Justicia: Enmascarado de luz de Luna», fue producida por Knack Animation y transmitida por Nippon Televisión del 10 de enero de 1972 al 2 de octubre de 1972, con un total de 39 episodios (divididos en 3 partes). En inglés se conoce como Moonlight Mask y en español como Centella (o Capitán Centella en algunos países latinoamericanos).
El veterano seiyū Michihiro Ikemizu hizo la voz de Juro Iwai/Centella.
Esta serie posee la característica de contener los tópicos del manga japonés, incluyendo desde científicos megalómanos hasta monstruos y robots gigantes. Prácticamente, esta es una serie que es compendio de todas las hechas hasta la fecha.

### Trama
Varios enemigos amenazan al mundo y a Japón en particular. Frente a ellos se encuentra Centella, un misterioso motorista enmascarado que llega en el momento justo para luchar por la justicia. El primero de estos enemigos es Garra de Satán, que maniobrando con sus propios hombres intenta conseguir su objetivo oculto, pero gracias a uno de los aliados de éste (en concreto un ninja) Centella le derrota.
Sin embargo, más tarde llega un nuevo enemigo con el nombre de Doctor Dogma, un científico que, con una mezcla de tecnología y magia, se fija como objetivo la conquista del mundo. Dogma decide utilizar para su objetivo a un simio gigante y pacífico llamado Mammoth Kong, transformándolo y poniéndolo bajo su control. Centella ayuda a la ciudad de Tokio a resistir esta amenaza a través de diversas vicisitudes, hasta que la policía consigue derrotar a Mammoth Kong mediante el uso de Justice, un robot. Mammoth Kong es capturado y devuelto a la normalidad gracias a los cuidados y la cercanía de su hijo. Mientras tanto, Dogma, que no se ha rendido, roba a Justice y lo utiliza para sus propios fines, pero Centella lo derrota con la ayuda de Mammoth Kong. Dogma enfurecido se dispone entonces a atacar directamente a Centella y éste lo derrota.
Tiempo después, el mundo se ve amenazado por Colmillos de Dragón, un ser de origen probablemente diabólico que hace todo lo posible por robar el Cristal O.H. Entre sus muchos poderes, este cristal transforma el agua en aire con propiedades puras. Centella ayuda a defender el cristal de O.H. de los ataques de Colmillos de Dragón hasta que éste decide atacar el mundo con misiles nucleares. Centella y sus amigos consiguen frustrar la amenaza y en la batalla final Colmillos de Dragón se transforma en un dragón gigante que es derrotado por Centella.

### Cambios
- Centella aparece con un casco en vez de un turbante, y su capa hace juego con su bufanda.

### Doblaje del anime de 1972
VERSIÓN EN ESPAÑOL (MEX/LAT)
| Personaje                      | Actor/Actriz |
| Inspector Juro Iwai/Centella   | Carlos Rotzinger (Saga Garra de Satán) / Blas García (Saga Rey Kong y Saga Colmillo de Dragón, excepto unos pocos capítulos) |
| Gorohachi                      | Luis Bayardo y Álvaro Carcaño                                                                                                |
| Shigeru                        | Maru Guzmán |
| Inspector Matsuda              | Enrique Gilabert |
| Garra de Satán                 | Juan José Hurtado |
| Doctor Dogma                   | Esteban Siller |
| Hombre murciélago (Capítulo 1) | Guillermo Romano |

## La película de 1981
La película tokusatsu Moonlight Mask (月光仮面), producida por Purumie International/Herald Enterprises y distribuida por Nippon Herald Pictures, fue lanzada al cine el 14 de marzo de 1981. Fue considerada como la respuesta japonesa a La leyenda del Llanero Solitario (lanzada en el mismo año). Esta versión actualizada fue un enorme fracaso en las taquillas japonesas (como ocurrió en los EE. UU. con la película del Llanero Solitario). Daisuke Kuwahara (quien, como Klinton Spilsbury, dejaron el cine) interpretó a George Owara (el nuevo alter ego de Centella) y el resto del elenco estuvo conformado por Sue Shihomi, Daijiro Harada y Takayuki Godai. Ninguno de los personajes originales apareció.

## La serie gag-anime de 1999
La serie ごぞんじ!月光仮面くん (Gozonji! Gekkô Kamen-kun, que pude traducirse como ¡Te conocemos, (Joven) Centella!), una versión cómica del héroe enmascarado, fue producida por TMS Entertainment y transmitida por TV Tokyo del 3 de octubre de 1999 al 26 de marzo de 2000, con un total de 25 episodios. El tema de inicio es una versión actualizada y fue cantada por COA.
Si bien esta serie heredó la ambientación de Gekkō Kamen, se trata de una serie de comedia física llena de gags, la especialidad del guionista Yoshio Urasawa. La voz del primer Centella fue hecha por Koichi Kitamura, actor que interpretó el papel del oficial de policía Yasui en la película de 1981. La voz de Naoto/Centella fue hecha por Yūko Miyamura.
La serie narra las aventuras de Naoto Yamamoto, un estudiante de primaria común y corriente, que se encuentra accidentalmente con Scooko, un alienígena con forma de motoneta que solía ser el compañero de Centella, y Naoto se convierte en el segundo Centella. Naoto escapa de sus clases para castigar a los malvados del barrio, a los nietos del antiguo rival de Centella «Garra de Satán», y a los alienígenas que conspiran para conquistar la Tierra.

## Parodias

### Kekko Kamen
El controvertido mangaka Go Nagai hizo una lasciva parodia del Capitán Centella llamada Kekko Kamen (けっこう仮面 - Kekkō Kamen), que puede traducirse como «La Máscara Espléndida», haciendo un juego de palabras con Gekko Kamen. El manga narra las aventuras de la joven heroína que usa una máscara roja, bufanda, capa, guantes, botas y ¡nada más! Posee varias armas como chacos y una pluma en su máscara.
Ella acecha en el mundo corrupto y misógino de la «alta educación» en la escuela superior llamada la Academia Esparta (スパルタ学園 - Suparuta Gakuen), donde hay castigos para cualquier estudiante (usualmente chicas), por cualquier pequeño error son sexualmente humilladas por pervertidos maestros de la escuela; la mente maestra detrás de todo esto es un demoníaco villano llamado «Uña del pie de Satan» (サタンの足の爪 - Satan no Ashi no Tsume), parodia del supervillano Garra de Satán (サタンの爪 - Satan no Tsume). Antes de que los maestros puedan cometer abusos Kekko Kamen aparece en el aire y les rompe el cuello a patadas. Al morir tienen una sonrisa en la cara.
El tema de Kekko Kamen (usado en el anime y adaptaciones tokusatsu como en el manga original) usa la misma letra del Tema de Capitán Centella, con algunos cambios.